# ATP German Open 1985
Il German Open 1985 è stato un torneo di tennis giocato sulla terra rossa. È stata la 79ª edizione del Torneo di Amburgo, che fa parte del Nabisco Grand Prix 1985. Si è giocato al Rothenbaum Tennis Center di Amburgo in Germania, dal 29 aprile al 5 maggio 1985.

## Campioni

### Singolare
Miloslav Mečíř ha battuto in finale  Henrik Sundström, 6–4, 6–1, 6–4.

### Doppio
Hans Gildemeister /  Andrés Gómez hanno battuto in finale  Heinz Günthardt /  Balázs Taróczy, 6–4, 6–3.